# Haría
Haría é um município da Espanha na província de Las Palmas, comunidade autónoma das Canárias. Tem 106,6 km² de área e em 2021 tinha 5 365 habitantes (densidade: 50,3 hab./km²).

## Demografia
| Variação demográfica do município entre 1991 e 2004 | Variação demográfica do município entre 1991 e 2004 | Variação demográfica do município entre 1991 e 2004 | Variação demográfica do município entre 1991 e 2004 |
| --------------------------------------------------- | --------------------------------------------------- | --------------------------------------------------- | --------------------------------------------------- |
| 1991                                                | 1996                                                | 2001                                                | 2004                                                |
| 2851                                                | 3531                                                | 4027                                                | 4747                                                |